# Rouwspanner
De rouwspanner (Odezia atrata) is een nachtvlinder uit de familie Geometridae (spanners). De voorvleugellengte bedraagt tussen de 12 en 15 millimeter. Hij overwintert als ei.

## Waardplanten
De rouwspanner heeft dolle kervel als waardplant.
Vliegt ook overdag langs bosranden.

## Voorkomen in Nederland en België
De rouwspanner is in Nederland en België een zeer zeldzame soort. In Nederland zijn nauwelijks recente waarnemingen bekend, in België wordt de soort vooral in het zuiden gezien. De vlinder kent één generatie die vliegt van juni tot in augustus.

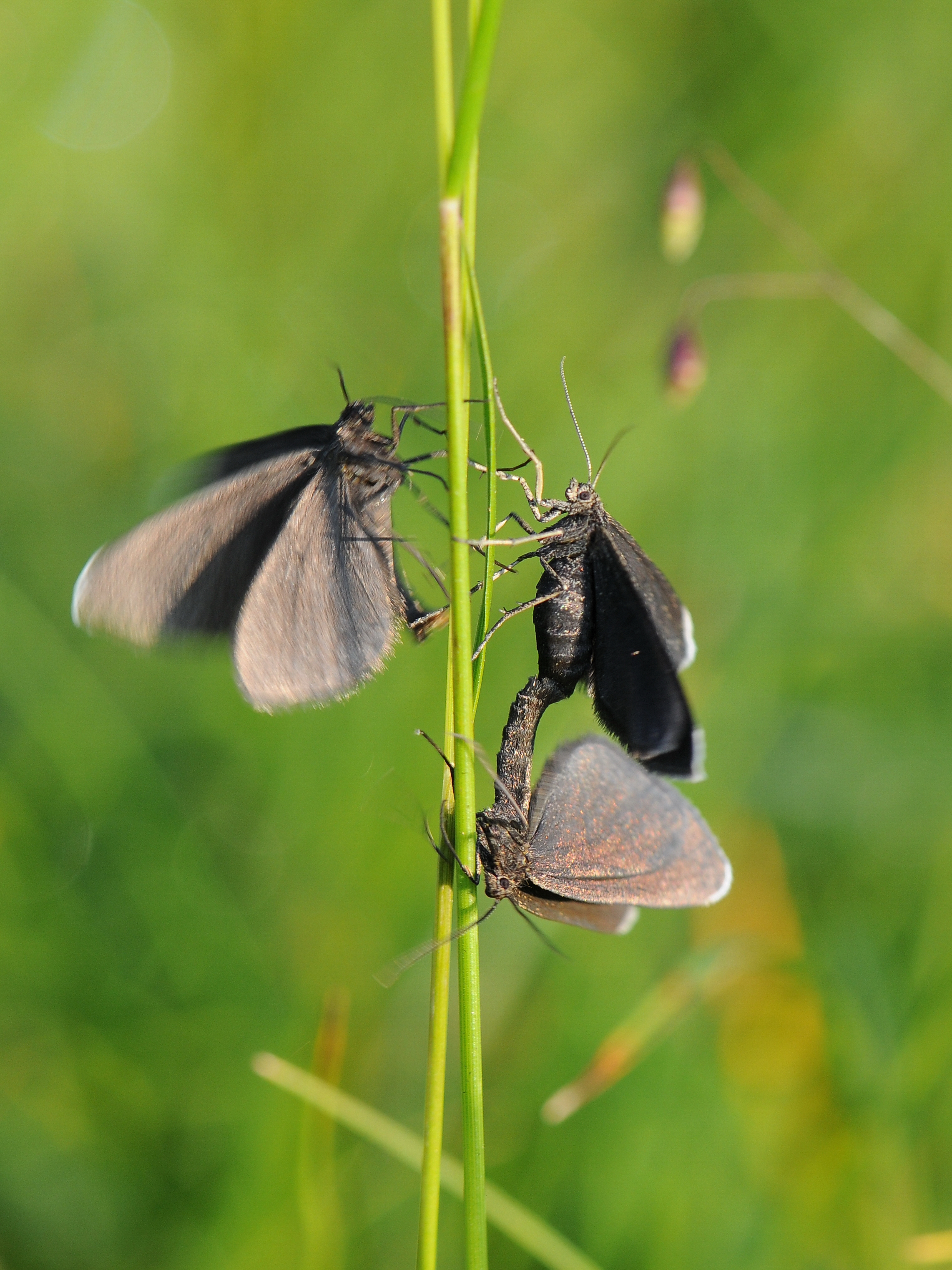
Paring